# یوری پیهل
یوری پیهل (استونیایی: Jüri Pihl; ۱۷ مارس ۱۹۵۴ – ۳ فوریهٔ ۲۰۱۹) سیاست‌مدار اهل استونی بود. وی از سال ۲۰۰۷ تا ۲۰۰۹ وزیر کشور استونی بوده‌است.